# Assedio di Kruja (1466-1467)
 Il secondo assedio di Kruja ebbe luogo dal 1466 al 1467. Il Sultano Mehmed II dell'Impero ottomano guidò un esercito in Albania per sconfiggere il ribelle Skanderbeg, leader della Lega di Alessio, che fu creata nel 1444 dopo aver incominciato la sua guerra contro gli Ottomani. Durante l'assedio di quasi un anno, la fortezza principale di Skanderbeg a Kruja, resistette all'assedio, mentre Skanderbeg vagava per l'Albania per raccogliere forze e facilitare la fuga di rifugiati dalle aree civili attaccate dagli Ottomani. Kruja riuscì a resistere all'assedio di Ballaban Badera, un albanese cresciuto nell'esercito ottomano attraverso il devscirme. Il 23 aprile 1467, l'esercito ottomano fu sconfitto e Skanderbeg entrò a Kruja.
Mehmed aveva deciso di costruire una fortezza in quello che ora è Elbasan che avrebbe fornito una base perenne per i futuri assalti ottomani sui domini di Skanderbeg. La salvezza della fortezza preoccupò particolarmente Venezia da quando Elbasan fu costruito sulle rive del fiume Shkumbini. Una sua caduta avrebbe permesso agli Ottomani di inviare navi nell'Adriatico e di minacciare le colonie veneziane. Vedendo che la sua situazione era diventata sfavorevole, Skanderbeg fece un viaggio in Italia dove avrebbe cercato di convincere papa Paolo II e Ferdinando I di Napoli a dargli aiuto per la sua guerra. Nonostante le molte promesse del papa, Skanderbeg ricevette poco a causa della paura di una guerra napoletana con Roma e delle lotte di potere nella Curia romana. Anche Ferdinando e la Repubblica di Venezia rinviarono al pontefice le richieste di Skanderbeg. Quando lasciò l'Italia, la Lega di Lezhë si era indebolita e aveva bisogno d'aiuti.
Dopo il ritorno in Albania, i veneziani decisero di inviare truppe per contrastare gli Ottomani. Skanderbeg riunì 13 400 uomini, tra cui molti veneziani, per lanciare un assalto al campo d'assedio ottomano. Skanderbeg aveva diviso il suo esercito in tre parti e circondato gli assedianti. Ballaban fu ucciso durante i combattimenti e le forze ottomane rimasero senza un comandante e furono circondate. Successivamente le forze albanesi-veneziane completarono la rotta uccidendo le rimanenti forze ottomane prima che potessero scappare nella regione di Dibër. La vittoria fu ben accolta sia da albanesi sia da italiani. Nonostante questo, non appena Skanderbeg mosse ulteriori assalti su Elbasan dopo essere stato sollecitato da Venezia, non fu in grado di prendere la fortezza per mancanza di artiglieria. La stessa Venezia era in conflitto su molteplici fronti, il che portò Mehmed a incominciare un'altra campagna contro gli albanesi. Ciò comporterebbe un altro assedio a Kruja.

## Descrizione

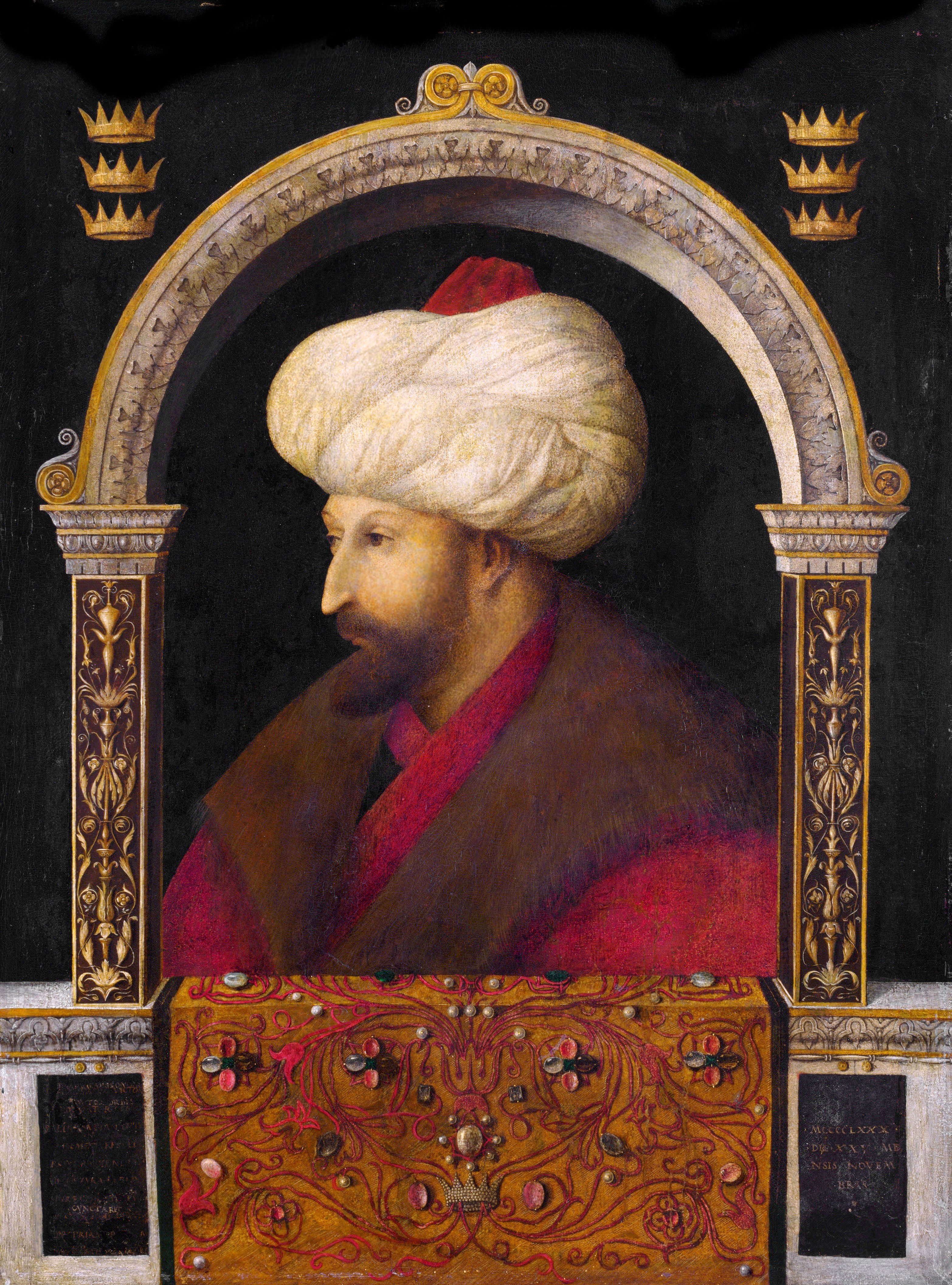
Mehmed II

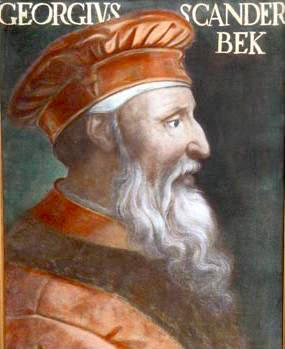
Skanderbeg

Skanderbeg era un sangiaccato ottomano, che disertò dall'impero e unì diversi principi albanesi sotto la Lega di Alessio. Da Kruja, il suo forte principale, guidò la lega nelle guerre ottomano-albanesi. Avendo sconfitto gli Ottomani in molte battaglie, si alleò con stati e leader cristiani occidentali, in particolare con Alfonso V d'Aragona e lo Stato Pontificio. Il 14 agosto 1464, papa Pio II, uno dei maggiori benefattori di Skanderbeg, morì e i suoi piani per una crociata contro l'Impero ottomano si disintegrarono. Le alleanze e le promesse di aiuto da parte delle maggiori potenze cristiane furono cancellate con l'eccezione del Regno di Ungheria sotto Mattia Corvino e la Repubblica di Venezia. Il Sultano Mehmed II quando si rese conto del vuoto di potere creato dopo la morte di papa Pio II cercò di sfruttare la situazione. Egli tentò di firmare un accordo di pace con l'Ungheria e Venezia in modo che le sue forze potessero concentrarsi sull'Albania per ottenere una base per le future campagne nella penisola italiana. I suoi sforzi non ebbero successo, dal momento che né Venezia né l'Ungheria accettarono il suo trattato proposto. Mehmed II mantenne così i suoi eserciti di stanza nei Balcani, un esercito vicino a Jajce in Bosnia, uno a Ocrida e un altro in Morea.
Skanderbeg condusse un'incursione nel territorio ottomano vicino a Ocrida con l'aiuto delle forze veneziane assieme a un Capitano di ventura di nome Antonio da Cosenza, noto anche come Cimarosto. Il 6 settembre 1464, sconfissero le forze ottomane guidate da Meteremet Bey.
Il Senato veneziano informò gli ungheresi del successo congiunto albanese-veneziano il 29 settembre. Mehmed II avvertendo la debolezza della sua frontiera, nominò Ballaban Badera come comandante, sostituendo Şeremet. Ballaban era anch'egli un albanese di nascita cresciuto nell'esercito ottomano attraverso il sistema chiamato devşirme ed era un Sangiaccato di Ocrida. Nel frattempo, papa Paolo II incominciò a pianificare la propria crociata, ma con mezzi diversi dal suo predecessore. Aveva in programma di convincere i principali stati europei a contribuire al finanziamento della crociata mentre Venezia, Ungheria e Albania avrebbero combattuto. Voleva anche aiutare gli albanesi il più possibile e sollecitò il Regno di Napoli a fornire a Skanderbeg delle forze capaci. Nel frattempo Venezia incominciò a considerare la pace con gli Ottomani poiché le sue risorse erano notevolmente diminuite, mentre l'Ungheria adottò una strategia difensiva. Tuttavia, la pressione del Papa e Skanderbeg li costrinse a interrompere i loro sforzi di pace.
La guerra ottomano-albanese continuò fino al 1465 con Ballaban Badera che incontrò Skanderbeg a Vaikal, Meçad, Vaikal di nuovo e Kashari. Nel frattempo, Mehmed II continuò a negoziare la pace con l'Ungheria e Venezia. Skanderbeg si trovò isolato durante questi negoziati, anche se non portarono a nulla. Inoltre, Ferdinando I di Napoli non inviò le sue forze promesse e le forze veneziane sotto Cimarosto lasciarono l'Albania. Durante l'autunno del 1465, le forze ottomane si spostarono dalla Morea e dalla Bosnia per accelerare i negoziati di pace. Venezia, tuttavia, rifiutò la pace e Skanderbeg credeva che sarebbe incominciata una nuova campagna albanese-veneziana. L'ambasciatore albanese Pal Engjëlli era in costante corrispondenza con la Repubblica di Venezia, la quale informò Skanderbeg che erano state preparate le truppe, sebbene all'epoca fossero state reclutate solo 300 persone, con Cimarosto come comandante. Inoltre Venezia stava inviando i suoi provveditori in Albania Veneta assieme a 3 000 ducati per reclutare uomini. Erano pronti all'invio anche quattro cannoni e dieci barili di polvere da sparo. Nel mentre dei preparativi per tutto il mese di aprile, si diffuse la voce che gli Ottomani si stavano preparando a marciare in Albania. Entro il 18 aprile 1466, Venezia ricevette la consapevolezza che gli Ottomani si stavano dirigendo verso l'Albania.

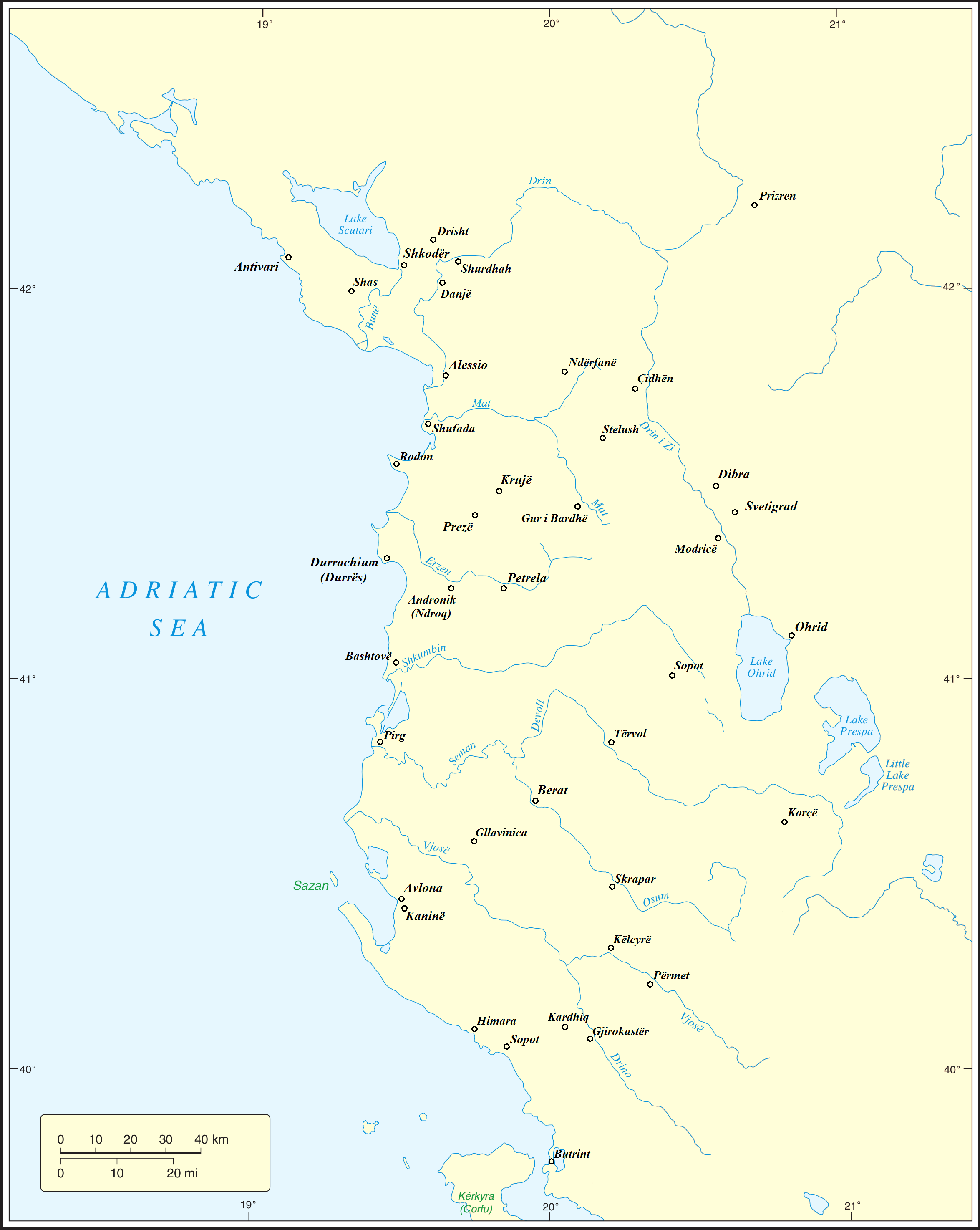
Principali città albanesi durante il XV secolo, compresi gli insediamenti nelle regioni vicine

Una volta arrivata la notizia dell'avanzata ottomana, Venezia inviò rinforzi alle sue città lungo l'Albaniaː Durazzo aveva già presidiato 3 000 uomini. Anche il Castello di Scutari fu rinforzato su consiglio di Skanderbeg e le mura furono ricostruite. Il 19 aprile 1466, si diffuse la notizia che il sultano avrebbe marciato verso Valona (Vlorë) con un esercito di 100 000 uomini sebbene i Ragusani riferissero che il numero era di 30 000. Le forze ottomane erano pronte a entrare anche nel Regno di Napoli e fecero pressioni su Ferdinando per stringere un'alleanza con Mehmed. La situazione non era chiara nei Balcani, tuttavia, poiché si pensava che gli Ottomani potessero marciare contro Bosnia, Serbia, Dalmazia, Negroponte o Albania. All'inizio di maggio, tuttavia, era ben chiaro che gli Ottomani avrebbero attaccato l'Albania a causa dell'avvicinarsi delle truppe di Mehmed II verso l'Albania dopo la fine delle sue campagne in Valacchia, Karaman e Morea. Nessuno dei rinforzi promessi da Napoli e Venezia arrivò e Skanderbeg fu così lasciato a combattere le forze ottomane solo con le truppe della lega.

### Attività ottomane in Albania
Dall'Albania orientale arrivò la notizia che gli Ottomani avevano avviato massacri nell'area. Il Papa ne fu angosciato e chiese ai principi cristiani d'Europa di aiutare Skanderbeg. A differenza di suo padre Murad II, Mehmed II riteneva che l'unico modo in cui l'Albania potesse essere conquistata sarebbe stato isolando Kruja; la principale fortezza albanese, riducendo la forza lavoro, i rifornimenti e il sostegno politico e morale di Skanderbeg. Successivamente, Kruja sarebbe stato messa sotto assedio. La campagna ottomana fu quindi inviata in due direzioni: una attraverso la valle del fiume Shkumbin e un'altra attraverso la valle del fiume Drin Nero. Furono schierati soldati nelle regioni di frontiera, a destra e a sinistra di entrambe le valli, e si sarebbero impegnati a massacrare le popolazioni locali, razziando le aree abitate e bruciando tutti i villaggi che offrivano resistenza. Le popolazioni decisero di fuggire in aree sicure.
Skanderbeg non si aspettava una simile campagna e il suo esercito non era in grado di bloccare l'avanzata. Secondo un atto rilasciato a Monopoli in Puglia, un esercito di 300 000 soldati (un numero considerato esagerato) aveva marciato in Albania, massacrato 14 000 persone e saccheggiato molte aree popolate, mentre Skanderbeg si preparava a fuggire in Italia. Tuttavia, Skanderbeg era rimasto in Albania ma aveva inviato dodici navi con molti abitanti di Kruja in Italia come rifugiati. Con loro mandò sua moglie Donika e suo figlio John. Erano diretti a Monte Sant'Angelo, un castello assegnato a Skanderbeg dopo le sue campagne per ripristinare il dominio di Ferdinando. L'arrivo dei profughi albanesi ulteriormente turbò il papa e molti italiani credettero che l'Albania sarebbe stata conquistata e Mehmed II avrebbe poi incominciato a marciare in Italia. Notizie contrarie arrivarono anche a Roma dicendo che la Lega di Alessio non era stata spezzata e che Kruja era ancora in piedi.
La Lega di Alessio scagliò una massiccia lotta contro le forze ottomane e il suo fronte fu espanso in tutta l'Albania. Skanderbeg si ritirò sulle montagne circostanti Scutari dove raccolse uomini per alleviare Kruja. Gli akıncı di Mehmed II furono autorizzati a razziare il paese, una decisione che, secondo lo studioso Mehmed Neshriu, fu un atto di rappresaglia in seguito alle incursioni di Skanderbeg in Macedonia nel 1464, che interruppe il suo assedio su Jajce. Idris Bitlisi, tuttavia, afferma che la campagna di Mehmed II fu una risposta alla rottura del cessate il fuoco nel 1463, quando Skanderbeg venne a sapere che la crociata contro gli Ottomani organizzata da Pio II era pronta per partire da Ancona. La stessa resistenza fu descritta da Tursun Bey: gli albanesi avevano acquisito il controllo delle vette e delle valli dove avevano il loro kulle (torri fortificate) che furono smantellate quando catturate; quelli all'interno, in particolare giovani uomini e donne, furono venduti come schiavi per 3 000-4 000 akçe ciascuno. Anche Michele Critobulus, uno storico greco del sultano, descrive la resistenza e le sue conseguenze. Secondo i suoi scritti anche gli albanesi avevano conquistato le cime delle montagne; la fanteria ottomana leggera si arrampicò sulle alture dove attaccarono alle spalle chiudendo gli albanesi su un dirupo. Molti albanesi decisero di saltare per sfuggire al massacro. Altri soldati scapparono attraverso le montagne e la maggior parte dei superstiti furono catturati e fatti schiavi. Inoltre, al fine di garantire una più agevole invasione militare in Albania, Mehmed II ordinò di tagliare le foreste sicché da poter entrare facilmente con l'esercito attraverso le strade principali.

### Assedio
La prima fase della campagna ottomana per isolare Kruja durò due mesi. Secondo Marin Barleti, il principale biografo di Skanderbeg, Skanderbeg aveva posto 4 400 uomini sotto Tanush Thopia come difensori del castello. Questa forza comprendeva 1 000 soldati di fanteria veneziana sotto Baldassare Perducci e 200 tiratori napoletani. Skanderbeg rimosse i suoi uomini dalla fortezza di Kruja in un modo simile al primo assedio. Mehmed II aveva marciato in Albania con Ballaban Badera al suo comando. Offrì ricompense al presidio se si fossero arresi, ma il presidio rispose bombardando le posizioni ottomane. Gli Ottomani incominciarono quindi a bombardare pesantemente la fortezza, ma questo non ebbe alcun effetto. Secondo fonti documentarie, l'assedio ebbe inizio a metà giugno, un mese dopo che Mehmed II incominciò la sua campagna per costringere le regioni orientali dell'Albania a sottomettersi. Gli attacchi del Sultano avevano messo a dura prova Skanderbeg mentre quest'ultimo non aveva ancora ricevuto aiuti finanziari dall'estero.
All'inizio di luglio, Skanderbeg inviò l'ambasciatore Pal Engjëlli a Venezia. Il 7 luglio, Engjëlli informò i veneziani che la Lega di Alessio continuava e Kruja era ancora in piedi, contrariamente alle voci che dicevano il contrario. Chiese quindi l'invio delle forze venete promesse quando firmarono un trattato di alleanza il 20 agosto 1463 e il contributo promesso di 3 000 ducati. I veneziani risposero che erano già in una situazione difficile a causa della minaccia ottomana in Dalmazia e nell'Egeo dove possedevano svariati territori. Risposero di avere difficoltà a reclutare nuovi soldati a causa di problemi finanziari e che potevano inviare solo 1 000 ducati ai suoi provveditori in Albania. Nonostante queste difficoltà, Skanderbeg e i suoi uomini continuarono a combattere. Dopo essersi convinto che Kruja non sarebbe stata catturata, Mehmed II lasciò 18 000 cavalieri e 5 000 fanti sotto Ballaban e nel giugno 1466 si ritirò con il suo esercito principale. Si ritirò dall'assedio a Durazzo ma saccheggiò furiosamente la zona. Quando Mehmed II si ritirò dall'Albania, depose Dorotheos, l'arcivescovo di Ocrida, e lo espatriò insieme con i suoi impiegati e collaboratori e un considerevole numero di cittadini di Ocrida a Istanbul, probabilmente a causa delle loro attività anti-ottomane durante le campagne di Skanderbeg. Porto con sé 3 000 prigionieri albanesi.

### Costruzione della fortezza di Elbasan

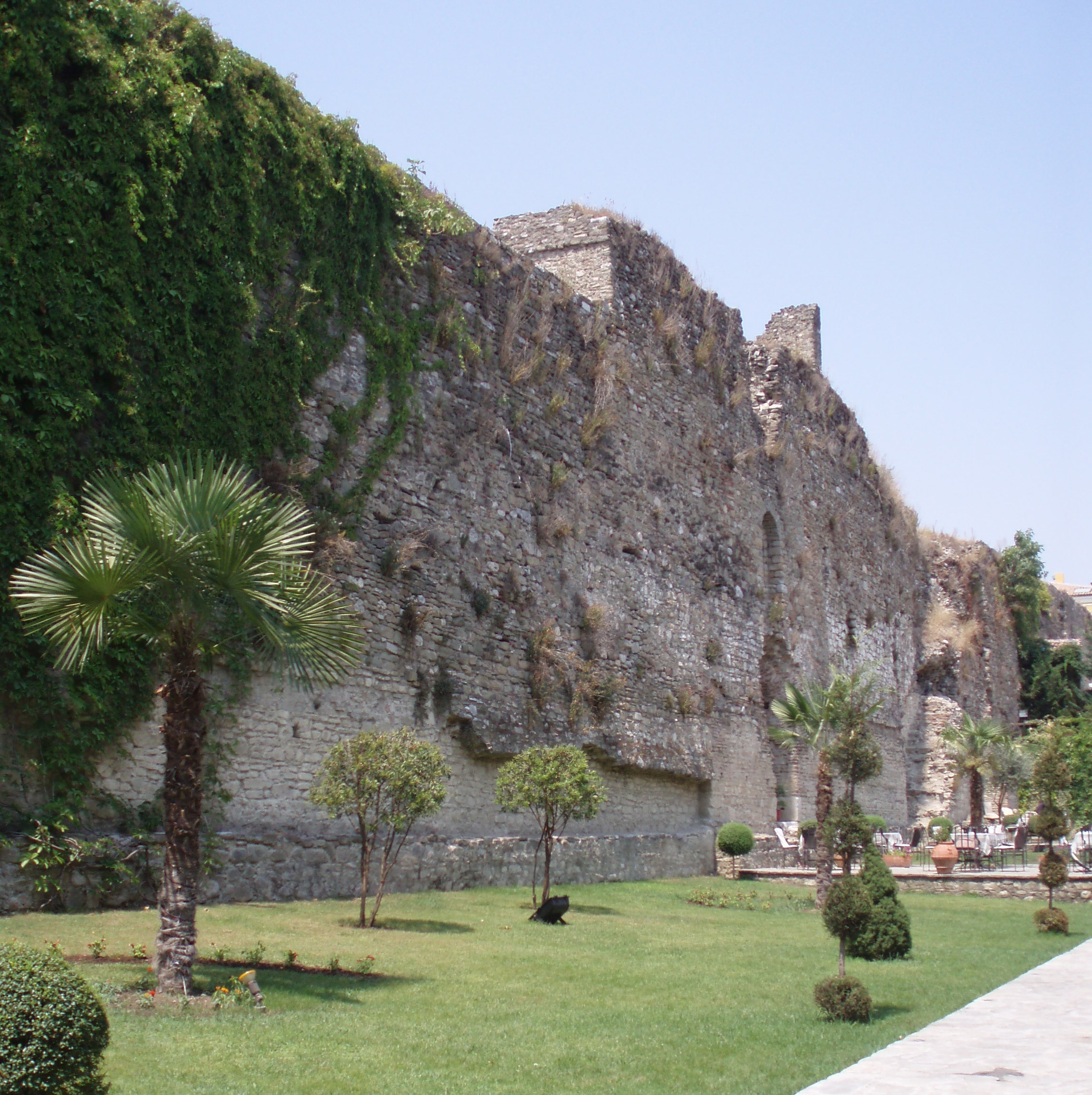
La fortezza di Elbasan, in Albania

Nonostante la sua incapacità di sottomettere Kruja, Mehmed II decise che la presenza ottomana non sarebbe partita dall'Albania. Organizzò un timar nell'Albania orientale per indebolire i domini di Skanderbeg. I nuovi possedimenti ottomani furono raccolti e posti sotto l'amministrazione del Sanjak di Dibra. Decise anche di costruire una potente fortezza in Albania centrale per controbilanciare la posizione di Krujë e formare una base per ulteriori campagne ottomane. La fortezza verrà chiamata Ilbasan (Elbasan).
Secondo il cronista ottomano Kemal Pashazade, il sultano avrebbe posto diverse centinaia di uomini per pattugliare l'area e difendere la fortezza. Le basi furono costruite su un campo chiamato Jundi, situato in una valle di Shkumbini, dove le condizioni geografiche erano considerate favorevoli. Poiché le risorse erano state precedentemente raccolte e immagazzinate, Elbasan è stato costruito in breve tempo (un mese) e Franz Babinger ritiene che i lavori sarebbero incominciati a luglio. Critobulus, che accompagnò Mehmed II in questa campagna, descrive che gli uomini di stanza a Elbasan avrebbero costantemente molestato gli albanesi, per non lasciare loro un posto per rifugiarsi e per respingere qualsiasi forza albanese che scendesse dalle montagne. Grazie alla sua guida personale, Mehmed II fu in grado di vedere la fine della costruzione prima della fine dell'estate. Ci sarebbero stati anche degli abitanti all'interno per servire i 400 soldati di stanza insieme con cannoni e catapulte; la fortezza viene assegnata sotto il comando di Ballaban Badera.
La cura personale e l'attenzione che Mehmed prestò alla costruzione di Elbasan testimonia la sua importanza nei piani del sultano. Ciò è ulteriormente testimoniato dal messaggio che Mehmed II ha dato a suo figlio, il futuro Bayezid II, descrivendo come aveva devastato il paese e al suo centro costruito una potente fortezza. Alla sua uscita dall'Albania, Marin Barleti afferma che Mehmed II attraversò Dibra e massacrò 8 000 persone, una cifra vicina al numero dato dal cronista ottomano Oruc ben Adil di 7 500. L'importanza della fortezza fu ulteriormente sottolineata dalla sua posizione sull'antica Via Egnatia e dalla sua posizione centrale nella valle di Shkumbini da dove gli Ottomani potevano viaggiare verso la costa. Elbasan riguardò non solo gli albanesi, ma anche i veneziani, che considerarono la sua vicinanza a Durazzo (48 km) allarmante.
Il 16 agosto, nel periodo in cui fu completata la costruzione di Elbasan, Venezia esortò i suoi manifestanti in Albania a cooperare con le forze italiane e native nel loro proposto assedio su Elbasan. La fede veneziana in Skanderbeg incominciò tuttavia a diminuire, poiché il sultano adottò un approccio molto più aggressivo nei suoi rapporti con Venezia. Poiché la Serenissima non aveva ancora consegnato il suo aiuto promesso, Skanderbeg mandò suo figlio Giovanni a Venezia. Anche se la guerra era all'apogeo, Giovanni tornò da Venezia a mani vuote. Questo costrinse Skanderbeg a cercare aiuto verso Roma e Napoli.

## Skanderbeg a Roma

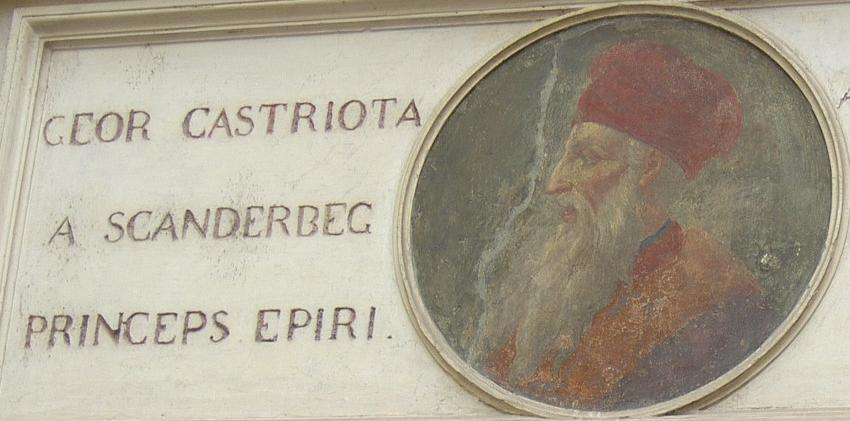
Il ritratto di Skanderbeg sopra l'ingresso del palazzo dove soggiornò a Roma

Nell'ottobre del 1466, Skanderbeg viaggiò in Italia per raggiungere un accordo con Ferdinando I e papa Paolo II sulle disposizioni che sarebbero state disposte a fornire. A seguito della rivalità inter-italiana, la possibilità di una crociata fu abbandonata. Poiché il Papa era veneziano, Ferdinando era anche preoccupato che i suoi interessi potessero essere inibiti dal papa stesso e alla fine non inviò alcuna risorsa a Skanderbeg fino a quando i disaccordi con i suoi vicini non furono risolti. Pertanto, Skanderbeg partì da Napoli senza alcun accordo definitivo sull'aiuto che sarebbe stato fornito. Venezia si offrì lo stesso e Skanderbeg andò dal Papa dopo che quest'ultimo aveva dichiarato che la Lega cristiana aveva raccolto 100 000 ducati per la crociata prevista. Skanderbeg raggiunse Roma il 12 dicembre 1466 dove fu accolto dai cardinali e dalle loro famiglie. Qui ricevettero l'impressione di Skanderbeg come un povero vecchio, vestito come un normale soldato. Gli fu offerta la residenza nel Palazzo di San Marco, in quella che ora viene chiamata Piazza Venezia, ma la rifiutò e scelse di stare con un altro albanese la cui casa in seguito prese il nome di Palazzo Scanderbeg. Fu accolto dagli ambasciatori italiani dei vari stati che offrirono "aiuti e favori" e da numerosi vescovi e prelati. Papa Paolo II, tuttavia, era ancora diffidente nei confronti di Skanderbeg perché riteneva che la minaccia napoletana fosse più potente di quella ottomana. A differenza dei suoi predecessori, Paolo II non tentò mai di formare una crociata contro gli Ottomani e preferì invece l'uso di metodi di pacificazione. Tuttavia, Skanderbeg continuò a rimanere a Roma, nella speranza che il Papa stanziasse parte dei suoi fondi (di circa 500 000 ducati) in Albania. Il Papa affermò a Skanderbeg che il rifiuto della Serenissima di collaborare con lui gli avrebbe impedito di aiutare direttamente Skanderbeg. Pertanto, Skanderbeg fu inviato a Venezia per rinegoziare la loro posizione.
Durante le ultime settimane dell'anno in Albania, non vi furono combattimenti poiché gli Ottomani normalmente non combattevano durante l'inverno. Ma Kruja era ancora sotto assedio e le guarnigioni ottomane in altre aree rimasero. La vita era diventata più dura per la popolazione dopo la distruzione di raccolti, villaggi e masse di rifugiati. Il 22 novembre, arrivarono a Venezia notizie sulle campagne di Sinan bey contro l'Albania Veneta per fare pressione sulla Repubblica affinché accettasse una pace o un cessate il fuoco. La Serenissima fu lenta a venire a patti con Mehmed II a causa della pressione esercitata dal Papa, Regno di Ungheria e Regno di Napoli per rimanere in guerra.
Il tentativo di influenzare i veneziani fallì e la campagna fu annullata. Ciò ebbe un effetto negativo per gli Ottomani da quando Lekë Dukagjini, alleato di Skanderbeg nel nord dell'Albania, decise di lavorare senza riserve con Skanderbeg contro gli Ottomani. A Roma, il Papa continuò a ospitare Skanderbeg dandogli un vitalizio di soli 300 ducati per sostenere il suo soggiorno. Alla vigilia di Natale invitò Skanderbeg a una cerimonia in cui gli fu assegnata una spada e un elmo e fu nominato come Alessandro, re degli Epiroti. Entro il 7 gennaio 1467, un concistoro si riunì dove erano presenti Skanderbeg e il Papa. Secondo il cardinale Francesco Gonzaga, fu ascoltato l'appello del Pontefice a finanziare Skanderbeg con soli 5 000 ducati e quando i cardinali risposero che i fondi non erano abbastanza, il Papa spiegò che avrebbe impegnato di più solo quando l'Italia fosse stata pacificata. La decisione del Papa portò a un acceso dibattito sul futuro dell'Italia che lasciò indiscusso il destino dell'Albania. Un secondo concistoro fu chiamato il 12 gennaio ma non risultò in nulla di favorevole per Skanderbeg. I saggisti contemporanei hanno criticato i ritardi del Papa, ma essi spiegano che egli era in attesa di vedere cosa Ferdinando di Napoli era disposto a offrire prima di offrire qualcosa da solo, al fine di non sprecare fondi.
Il punto di vista di Skanderbeg sulla situazione era peggiorato con notizie provenienti dall'Albania, sempre più convinto che il suo tempo in Italia stava diventando sempre più inutile. Il suo pessimismo crebbe quando scoprì che Venezia stava facendo pressioni sul Papa perché rifiutasse l'aiuto di Skanderbeg poiché desiderava porre fine alla guerra e capitolare a Kruja. Durante i primi giorni di febbraio, dalla Repubblica di Ragusa arrivarono notizie che la campagna stava per concludersi e che se le azioni necessarie non fossero state accelerate, l'Albania sarebbe caduta insieme con i possedimenti di Venezia. Le richieste di Skanderbeg di un aiuto adeguato furono continuamente respinte sulla base del fatto che la pace italiana doveva prima essere assicurata e invece il Pontefice ordinò a Ferdinando di assegnare a Skanderbeg quale omaggio sarebbe stato dato a Roma. Skanderbeg perse ogni speranza e decise di tornare in Albania seppur diversi cardinali lo convinsero a rimanere, offrendo aiuto dalle proprie tasche e nella speranza nel persuadere il Papa. Un terzo concistoro fu convocato il 13 febbraio 1467 che, come gli altri due, non portò a nulla riguardo agli aiuti a Skanderbeg. Skanderbeg incominciò così la sua partenza da Roma. Il Papa incontrò Skanderbeg e gli diede l'autorità di ritirare 7 500 ducati dal suddetto tributo a Ferdinando a Roma. Tuttavia, tale importo non era stato raccolto e il Pontefice offrì quindi a Skanderbeg 2 300 ducati. Skanderbeg parti da Roma il 14 febbraio e ricevette notizie dall'Albania: la guerra stava per concludersi e avevano bisogno del ritorno di Skanderbeg. Una forza ottomana inviata a sconfiggere definitivamente la Lega di Alessio venne tuttavia sconfitta. Rimarchevole l'incontro con Giosafat Barbaro a Scutari, il provveditore veneziano in Albania Veneta, che aveva raccolto aiuti dai nobili veneziani.

## Battaglie finali
La sconfitta delle forze ottomane dimostrò che la Lega di Alessio non era ancora stata completamente sconfitta. Ciò permise a Skanderbeg di visitare Ferdinando prima della sua partenza dall'Italia, ma ricevette solo 1 000 ducati, 300 carri di grano e 500 ducati per sostenere le munizioni di Kruja. Mentre Skanderbeg era nella sua corte, Ferdinando ricevette da Mehmed II un ambasciatore che offriva pace, segnalando che gli Ottomani non avevano alcuna intenzione aggressiva nei confronti del Regno di Napoli. Ferdinando accettò la proposta e Skanderbeg incominciò così il suo ritorno in Albania. Ballaban continuò a rafforzare l'assedio contro Kruja. Al ritorno in Albania, la situazione politica incominciò a cambiare. I nobili albanesi un tempo distanti tra loro, tra cui i Dukagjini, erano ora convinti della loro imminente sconfitta e si allearono con Skanderbeg. Nel frattempo, i veneziani avevano concluso i loro tentativi di negoziare la pace con Mehmed II e accettarono la cooperazione con Skanderbeg. Skanderbeg si incontrò con Dukagjini e altri nobili albanesi del nord ad Alessio dove riunirono un esercito per assalire le forze di Ballaban. Insieme a 400 cavalieri di Dukagjini e un più grande numero di soldati di fanteria, 600 soldati italiani pesantemente armati e 4 000 albanesi di Durazzo, Scutari, Alessio, Drivast (Drisht) e Antivari (Bar), Skanderbeg comandò a 13 400 uomini di liberare Kruja come riportato da Demetrio Franco, uno dei principali biografi e collaboratori personali di Skanderbeg, che ha anche lavorato nei ranghi di Skanderbeg. Tra quelli che si unirono a Skanderbeg c'era Nicolò Moneta, signore di Scutari e ricco patrizio veneziano.
Il campo di Ballaban era situato sulle colline a sud-ovest di Kruja e ai piedi della montagna oggi conosciuta come Monte. Sarisalltëk, piazzò una forza di guardia. Il resto del suo esercito circondò Kruja. Skanderbeg e i suoi alleati marciarono attraverso la foce del fiume Mat e attraversarono i boschi di Jonima fino ai confini di Kruja. Ai comandanti di Skanderbeg furono assegnati diversi gruppi per un assalto al principale accampamento ottomano: le forze albanesi del nord sarebbero state poste sotto il comando di Dukagjini, i battaglioni veneziani erano sotto il comando di Moneta e le forze più fidate di Skanderbeg sarebbero state assegnate a un altro gruppo sotto il suo comando; Il presidio di Kruja avrebbe continuato a difendere la fortezza. Gli uomini di Moneta e Dukagjini avrebbero attaccato le forze assedianti da nord e gli uomini di Skanderbeg avrebbero attaccato da sud di Kruja bloccando ogni possibile rinforzo ottomano da est. Skanderbeg assalì per primo la forza di guardia che Ballaban aveva lasciato e ottenne il controllo di questo punto strategico. Skanderbeg riuscì quindi a sconfiggere le forze di soccorso ottomane sotto il fratello di Ballaban, Jonuz, e catturò lui e il figlio. Quattro giorni dopo, un ulteriore attacco fu organizzato da Skanderbeg e le forze di Kruja durante il quale le forze di Ballaban si ritirarono e lui stesso fu ucciso negli scontri che ne derivarono da Gjergj Lleshi (Georgius Alexius).

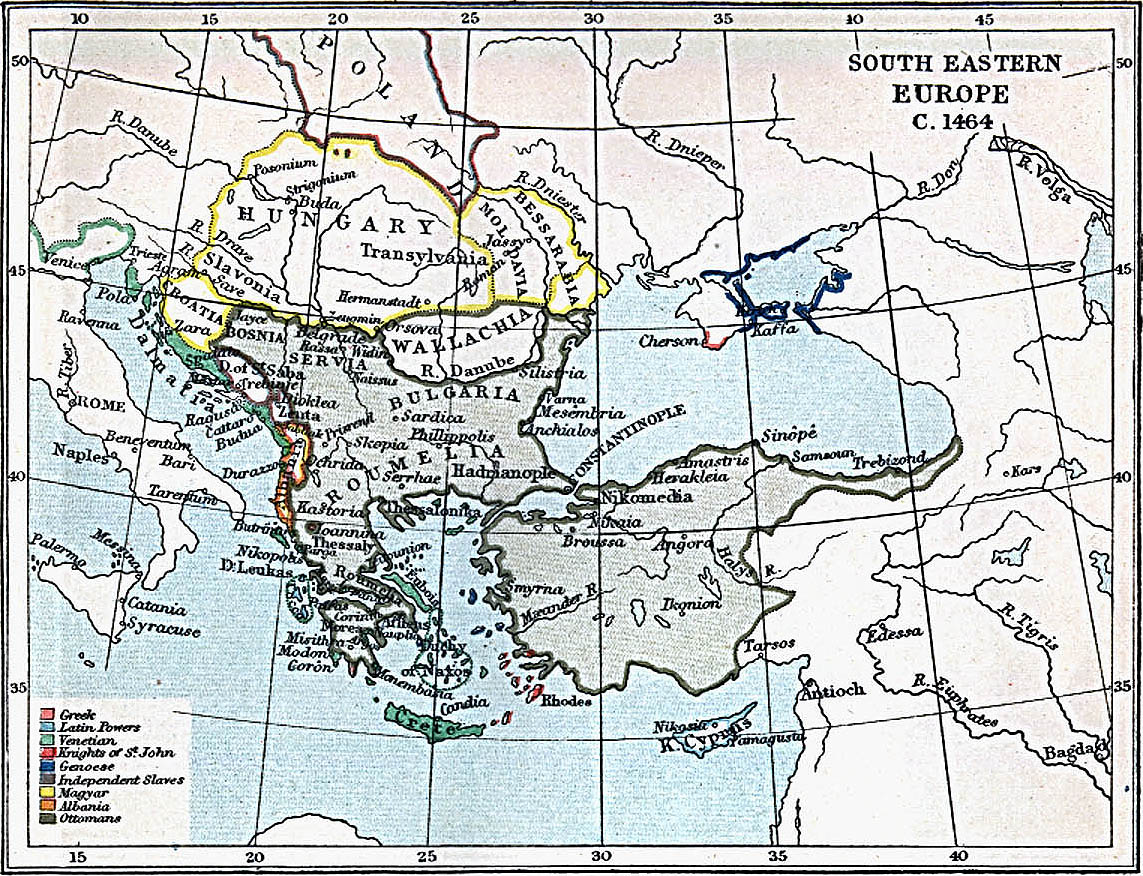
Mappa dell'Europa sud-orientale nel 1464 d.C.

Con la morte di Ballaban, le forze ottomane furono circondate e secondo Bernandino de Geraldinis, un funzionario napoletano, 10 000 uomini morirono nel campo d'assedio. Quelli all'interno dell'accerchiamento chiesero di tornare liberamente in territorio ottomano, offrendo di consegnare agli albanesi tutto ciò che era all'interno del campo. Skanderbeg era pronto ad accettare, ma molti nobili si rifiutarono. Tra loro c'era Dukagjini, che voleva attaccare e distruggere il campo turco. Demetrio Franco ha descritto la proposta di Dukagjini con la parola albanese Embetha che nei moderni mezzi albanesi MBE ta o in inglese Upon them, "su di loro". Gli albanesi iniziarono così a annientare l'esercito circondato prima che gli Ottomani attraversassero uno stretto sentiero attraverso i loro avversari e fuggissero attraverso Dibra. Il 23 aprile 1467, Skanderbeg entrò a Kruja. Nel frattempo, i veneziani avevano approfittato dell'assenza di Mehmed in Albania e inviarono una flotta sotto Vettore Capello nell'Egeo. Capello attaccò e occupò le isole di Imbros e Lemnos, dopo di che tornò indietro e assediò Patrasso. Ömer Bey, il comandante ottomano in Grecia, guidò una forza di soccorso a Patrasso dove fu inizialmente respinto prima di accendere i suoi inseguitori, costringendoli a fuggire, terminando la loro campagna.
La vittoria fu ben accolta tra gli albanesi e le reclute di Skanderbeg aumentarono come documentato da Geraldini: Skanderbeg era nel suo accampamento con 16 000 uomini e ogni giorno il suo accampamento cresce con giovani guerrieri. La vittoria fu anche ben accolta in Italia. Ma, nonostante la perdita ottomana, la vittoria non segnò la fine della guerra. Le forze danneggiate di Skanderbeg, tuttavia, erano state rinnovate con soldati dell'Albania del Nord e battaglioni veneziani. La situazione rimase critica, tuttavia, a causa delle difficoltà economiche subite durante l'assedio. L'unica aspettativa di Skanderbeg era che l'aiuto venisse dall'Italia, ma gli stati italiani non inviavano aiuti finanziari. L'Ungheria continuò la sua guerra difensiva e quindi l'unico alleato rimasto di Skanderbeg fu Venezia. Perfino Venezia divenne scettica di continuare la guerra e fu sola ad allearsi con Skanderbeg. Venezia riferì all'Ungheria che Mehmed aveva offerto la pace ed era disposto ad accettarla. Anche l'Ungheria optò per la pace, ma Mehmed in realtà cercava la pace con Venezia solo per isolare Skanderbeg. Per tale motivo la pace non fu firmata. Skanderbeg e Venezia erano preoccupati a causa del presidio ottomano di Elbasan. Skanderbeg guidò alcuni assalti alla fortezza dopo essere stato sollecitato da Venezia ma non riuscì a catturarlo a causa della mancanza di artiglieria. Secondo Critobulos, Mehmed II era turbato dopo aver appreso della sconfitta ottomana e iniziò i preparativi per una nuova campagna. La stessa Venezia era in conflitto con i suoi vicini italiani che erano gelosi della sua crescente influenza nei Balcani. Le potenze occidentali continuavano a combattersi tra loro aprendo la strada agli Ottomani per l'Albania. Il Sultano decise quindi di inviare una forza per soggiogare l'Albania in modo definitivo che provocò un nuovo assedio a Krujë.